# Adolf Antrich
Adolf Antrich (Leoben, 1940. december 8. – 2024. augusztus 28.) válogatott osztrák labdarúgó, kapus.

## Pályafutása

### Klubcsapatban
A WSV Donawitz, majd a Kapfenberger SV labdarúgója volt. 1967 és 1969 között a Schwarz-Weiß Bregenz, 1969–70-ben az Austria Klagenfurt, 1970–71-ben az Austria Salzburg játékosa volt. 1971 és 1975 között a Rapid Wien csapatában szerepelt, ahol egy osztrákkupa-győzelmet ért el az együttessel. 1975 és 1977 között a Donawitzer SV Alpine csapatában fejezte be az aktív játékot.

### A válogatottban
1971-ben két alkalommal szerepelt az osztrák válogatottban.

## Sikerei, díjai
Rapid Wien
- Osztrák kupa
  - győztes: 1972

## Statisztika

### Mérkőzései az osztrák válogatottban
| Ausztria | Ausztria           | Ausztria               | Ausztria    | Ausztria | Ausztria | Ausztria     | Ausztria | Ausztria |
| #        | Dátum              | Helyszín               | Hazai       | Eredmény | Vendég   | Kiírás       | Gólok    | Esemény  |
| -------- | ------------------ | ---------------------- | ----------- | -------- | -------- | ------------ | -------- | -------- |
| 1.       | 1971. október 10.  | Linz, Linzi stadion    | Ausztria    | 6 – 0    | Írország | Eb-selejtező | -        |          |
| 2.       | 1971. november 20. | Róma, Olimpiai Stadion | Olaszország | 2 – 2    | Ausztria | Eb-selejtező | -        |          |
|          | Összesen           |                        |             | 2        | mérkőzés |              | 0        | gól      |